# Station Oudenburg
Station Oudenburg was een spoorwegstation langs spoorlijn 50A (Brussel - Oostende) in de stad Oudenburg. Het station werd geopend op 28 augustus 1838 en was een van de eerste haltes op de pas aangelegde spoorlijn en telde 2 perrons. Het was gelegen ter hoogte van de kruising met het kanaal Plassendale-Nieuwpoort.
De stoptreinbediening verdween grotendeels in 1984 in het kader van het IC/IR-plan dat een algehele sluiting van minder rendabele stations vooropstelde. Tot 1993 stopten op de halte op weekdagen nog twee P-treinen 's morgens in de richting van Brussel en twee 's avonds in de richting van Oostende.
Voor de sluiting van alle stopplaatsen en de afschaffing van alle stoptreinen tussen Oostende en Brugge waren er twee redenen:
- het lage aantal reizigers
- de wens van de NMBS om de capaciteit van het spoor te verhogen, voornamelijk voor IC-treinen.

## Aantal instappende reizigers
De grafiek geeft het gemiddeld aantal instappende reizigers weer op een week-, zater- en zondag.
| Tabel: aantal instappende reizigers station Oudenburg | Tabel: aantal instappende reizigers station Oudenburg | Tabel: aantal instappende reizigers station Oudenburg | Tabel: aantal instappende reizigers station Oudenburg |
|                                                       | Weekdag                                               | Zaterdag                                              | Zondag                                                |
| ----------------------------------------------------- | ----------------------------------------------------- | ----------------------------------------------------- | ----------------------------------------------------- |
| 1977                                                  | 121                                                   | 9                                                     | 14                                                    |
| 1978                                                  | 102                                                   | 7                                                     | 14                                                    |
| 1979                                                  | 127                                                   | 16                                                    | 22                                                    |
| 1980                                                  | 123                                                   | 2                                                     | 11                                                    |
| 1981                                                  | 82                                                    | 10                                                    | 12                                                    |
| 1982                                                  | 75                                                    | 9                                                     | 11                                                    |
| 1983                                                  | 102                                                   | 11                                                    | 10                                                    |
| 1984                                                  | 36                                                    | -                                                     | -                                                     |
| 1985                                                  | 29                                                    | -                                                     | -                                                     |
| 1986                                                  | 25                                                    | -                                                     | -                                                     |
| 1987                                                  | 26                                                    | -                                                     | -                                                     |
| 1988                                                  | 15                                                    | -                                                     | -                                                     |
| 1989                                                  | 19                                                    | -                                                     | -                                                     |
| 1990                                                  | 11                                                    | -                                                     | -                                                     |
| 1991                                                  | 13                                                    | -                                                     | -                                                     |
| 1992                                                  | 28                                                    | -                                                     | -                                                     |

3,8: Brussel-Zuid ·
7,8: Anderlecht ·
52,1: Gent-Sint-Pieters ·
56,1: Drongen ·
58,8: Halewijn ·
61,9: Landegem ·
64,9: Hansbeke ·
68,5: Bellem ·
71,5: Aalter ·
76,1: Maria-Aalter ·
80,7: Beernem ·
86,5: Oostkamp ·
92,2: Brugge ·
98,9: Varsenare ·
101,8: Jabbeke ·
108,0: Oudenburg ·
109,9: Zandvoorde ·
114,3: Oostende